# Третий принц (фильм)
«Третий принц» — популярный фильм-сказка производства Чехословакии 1982 года. Для семейного просмотра.
В главных ролях задействованы актёры Либуше Шафранкова и
Павел Травничек. Зрителям они запомнились по главным ролям в фильме «Три орешка для Золушки». Оба актера играют сразу две роли в фильме: Либуше Шафранкова — принцессу Милену и принцессу Алмазных Скал, а Павел Травничек — принцев братьев-близнецов.

## Сюжет
По сказке К. Я. Эрбена «Близнецы». Храбрые королевские сыновья, братья-близнецы Ярослав и Яромир любят и помогают друг другу. Есть у них ещё и старший брат — Йиндржих, который, увидев однажды на портрете принцессу Алмазных Скал, влюбился и отправился на её поиски. Яромир, став взрослым, тоже влюбился в нарисованную девушку и отправился искать своё счастье. Но Яромира, как и Йиндржиха, заколдовывают Алмазные Скалы. Чтобы освободить братьев, в путь отправляется Ярослав…

## В ролях
- Либуше Шафранкова — Милена / Принцесса Алмазных скал
- Павел Травничек — Ярослав / Яромир
- Люси Зедничкова — дочь
- Тереза Мунзарова
- Зора Яндова — Тина
- Любомир Костелка
- Людек Мунзар
- Яна Главачова – королева
- Ольдржих Велен
- Франтишек Ханус